# Dziurawcowate

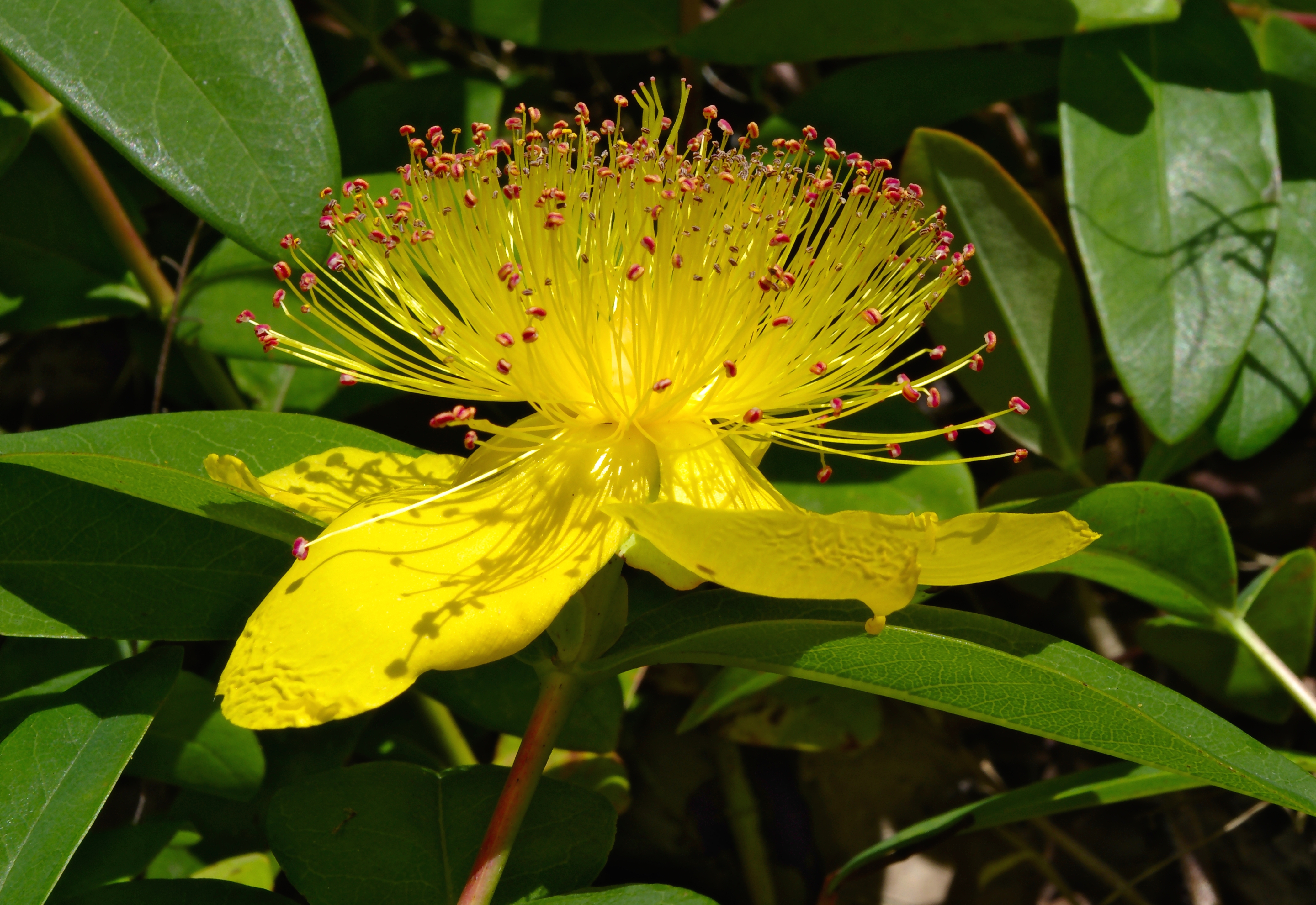
Kwiat Hypericum calycinum

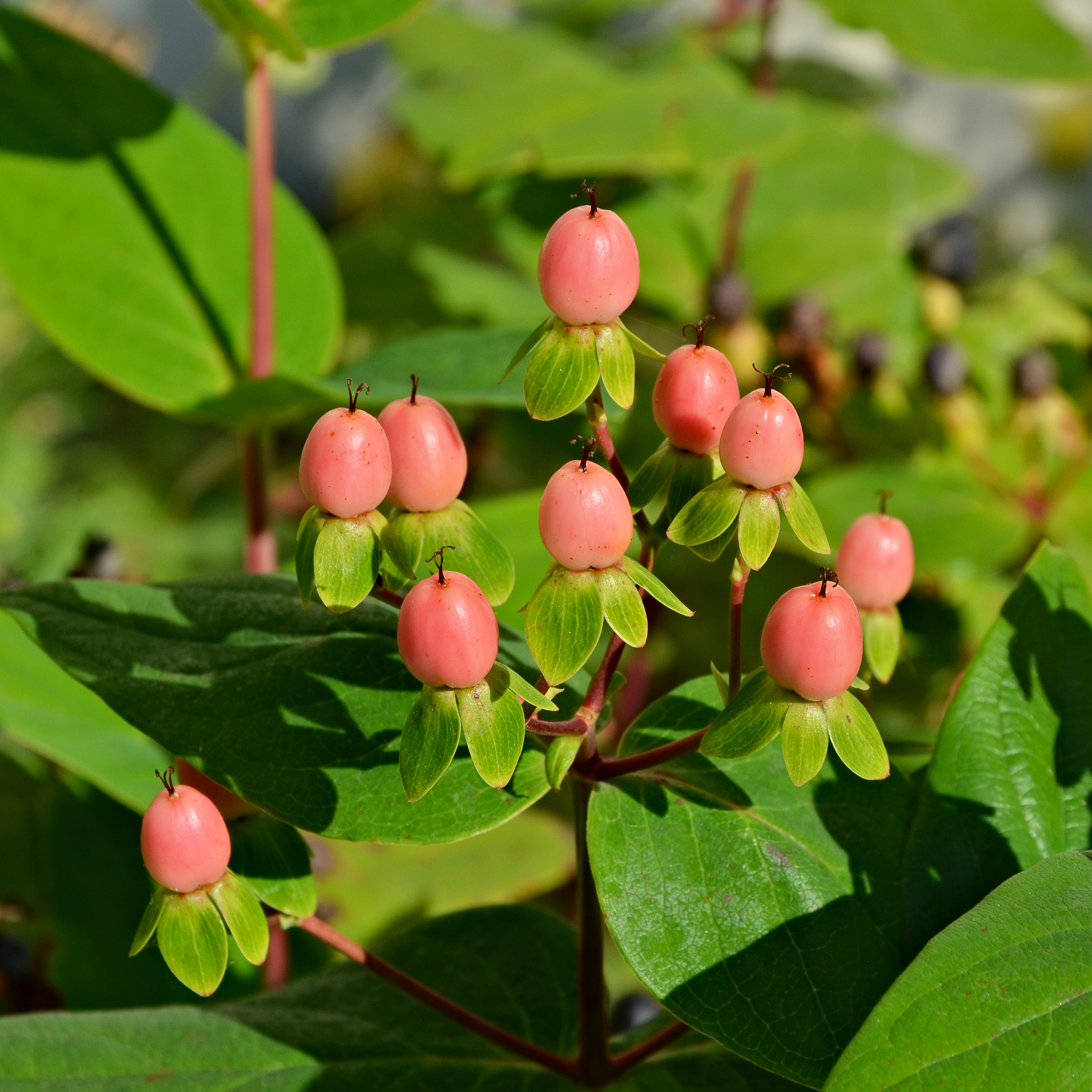
Owoce Hypericum androsaemum

Dziurawcowate (Hypericaceae Juss.) – rodzina roślin zielnych i drzewiastych z rzędu malpigiowców. Obejmuje 7 rodzajów z ok. 590 gatunkami. Rośliny te występują na wszystkich kontynentach z wyjątkiem obszarów polarnych, pustynnych i pokrytych wilgotnymi lasami równikowymi, przy czym poza strefą międzyzwrotnikową rosną tylko przedstawiciele rodzaju dziurawiec (Hypericum), jedynego reprezentującego rodzinę we florze Polski. Rodzaj ten jest przy tym zdecydowanie najbardziej liczny w rodzinie – skupia ok. 470 gatunków. Niektóre gatunki wykorzystywane są w ziołolecznictwie (zwłaszcza dziurawiec zwyczajny). Poza tym szereg gatunków uprawianych jest jako rośliny ozdobne. Drewno drzew z rodzaju Cratoxylum jest cenionym surowcem w południowo-wschodniej Azji. Dziurawce ze względu na zawartość hyperycyny mogą powodować wrażliwość na światło słoneczne, co jest problematyczne zwłaszcza w przypadku wypasanych zwierząt roślinożernych.

## Morfologia
PokrójRośliny jednoroczne, byliny, półkrzewy i krzewy, rzadko drzewa. Pędy są nagie lub owłosione, zwykle włoskami prostymi, rzadko gwiazdkowatymi. Charakterystyczne dla rodziny jest występowanie punktowych lub liniowych czerwonych lub czarnych gruczołów w różnych organach, zawierających ciemnoczerwony barwnik hyperycynę i pseudohiperycynę.
LiścieNaprzeciwległe, siedzące lub krótkoogonkowe, pojedyncze, całobrzegie (czasem z gruczołkami na brzegach), bez przylistków. W blaszkach bywają widoczne pod światło przeświecające punktowe gruczołki lub kanały z olejkami eterycznymi.
KwiatyZebrane najczęściej w wierzchotkowe kwiatostany w szczytowej części rośliny, rzadziej wyrastają pojedynczo na szczytach pędów. Działki kielicha 4 lub 5, często gruczołowate, czasem zrośnięte u nasady, trwałe lub opadające. Płatki korony w liczbie czterech lub pięciu, zwykle żółte, pomarańczowe lub różowe, rzadko białe lub czerwone. Pręciki zawsze liczne, wyrastają w dwóch okółkach lub zebrane w pęczki naprzeciw płatków. Nitki okazałe, czasem połączone w różny sposób. Pylniki pękają podłużnymi pęknięciami, łącznik między nimi często ogruczolony. Zalążnia górna, powstaje z 3–5 owocolistków, z których każdy tworzy własną komorę i szyjkę słupka.
OwoceWielonasienne torebki lub jagody. Nasiona drobne, czasem oskrzydlone.

## Systematyka
Przedstawiciele rodziny dawniej włączani byli do rodziny kluzjowatych Clusiaceae, w jej szerokim ujęciu (sensu lato). Ze względu na ich odrębną pozycję filogenetyczną, siostrzaną względem zasennikowatych – zostały wyodrębnione w osobną rodzinę.
Pozycja systematyczna według APweb (aktualizowany system APG IV z 2016)
Rodzina siostrzana dla zasennikowatych, blisko spokrewniona z gumiakowatymi, zaliczana do obszernego rzędu malpigiowców (Malpighiales), należącego do kladu różowych w obrębie okrytonasiennych.
|  | Ctenolophonaceae                                                                                       |
|  | |
|  | \| \| Erythroxylaceae – krasnodrzewowate \| \| \| \| \| \| Rhizophoraceae – korzeniarowate \| \| \| \| |
|  | |
|  | Erythroxylaceae – krasnodrzewowate                                                                     |
|  | |
|  | Rhizophoraceae – korzeniarowate                                                                        |
|  | |

|  | Erythroxylaceae – krasnodrzewowate |
|  |                                    |
|  | Rhizophoraceae – korzeniarowate    |
|  |                                    |

|  | Irvingiaceae – irwingiowate |
|  |                             |
|  | Pandaceae                   |
|  |                             |

|  | Clusiaceae – kluzjowate |
|  |                         |
|  | Bonnetiaceae            |
|  |                         |

|  | Calophyllaceae – gumiakowate                                                                   |
|  |                                                                                                |
|  | \| \| Hypericaceae – dziurawcowate \| \| \| \| \| \| Podostemaceae – zasennikowate \| \| \| \| |
|  |                                                                                                |
|  | Hypericaceae – dziurawcowate                                                                   |
|  |                                                                                                |
|  | Podostemaceae – zasennikowate                                                                  |
|  |                                                                                                |

|  | Hypericaceae – dziurawcowate  |
|  |                               |
|  | Podostemaceae – zasennikowate |
|  |                               |

|  | Clusiaceae – kluzjowate |
|  |                         |
|  | Bonnetiaceae            |
|  |                         |

|  | Calophyllaceae – gumiakowate                                                                   |
|  |                                                                                                |
|  | \| \| Hypericaceae – dziurawcowate \| \| \| \| \| \| Podostemaceae – zasennikowate \| \| \| \| |
|  |                                                                                                |
|  | Hypericaceae – dziurawcowate                                                                   |
|  |                                                                                                |
|  | Podostemaceae – zasennikowate                                                                  |
|  |                                                                                                |

|  | Hypericaceae – dziurawcowate  |
|  |                               |
|  | Podostemaceae – zasennikowate |
|  |                               |

|  | Clusiaceae – kluzjowate |
|  |                         |
|  | Bonnetiaceae            |
|  |                         |

|  | Calophyllaceae – gumiakowate                                                                   |
|  |                                                                                                |
|  | \| \| Hypericaceae – dziurawcowate \| \| \| \| \| \| Podostemaceae – zasennikowate \| \| \| \| |
|  |                                                                                                |
|  | Hypericaceae – dziurawcowate                                                                   |
|  |                                                                                                |
|  | Podostemaceae – zasennikowate                                                                  |
|  |                                                                                                |

|  | Hypericaceae – dziurawcowate  |
|  |                               |
|  | Podostemaceae – zasennikowate |
|  |                               |

|  | Clusiaceae – kluzjowate |
|  |                         |
|  | Bonnetiaceae            |
|  |                         |

|  | Calophyllaceae – gumiakowate                                                                   |
|  |                                                                                                |
|  | \| \| Hypericaceae – dziurawcowate \| \| \| \| \| \| Podostemaceae – zasennikowate \| \| \| \| |
|  |                                                                                                |
|  | Hypericaceae – dziurawcowate                                                                   |
|  |                                                                                                |
|  | Podostemaceae – zasennikowate                                                                  |
|  |                                                                                                |

|  | Hypericaceae – dziurawcowate  |
|  |                               |
|  | Podostemaceae – zasennikowate |
|  |                               |

|  | Ctenolophonaceae                                                                                       |
|  | |
|  | \| \| Erythroxylaceae – krasnodrzewowate \| \| \| \| \| \| Rhizophoraceae – korzeniarowate \| \| \| \| |
|  | |
|  | Erythroxylaceae – krasnodrzewowate                                                                     |
|  | |
|  | Rhizophoraceae – korzeniarowate                                                                        |
|  | |

|  | Erythroxylaceae – krasnodrzewowate |
|  |                                    |
|  | Rhizophoraceae – korzeniarowate    |
|  |                                    |

|  | Irvingiaceae – irwingiowate |
|  |                             |
|  | Pandaceae                   |
|  |                             |

|  | Clusiaceae – kluzjowate |
|  |                         |
|  | Bonnetiaceae            |
|  |                         |

|  | Calophyllaceae – gumiakowate                                                                   |
|  |                                                                                                |
|  | \| \| Hypericaceae – dziurawcowate \| \| \| \| \| \| Podostemaceae – zasennikowate \| \| \| \| |
|  |                                                                                                |
|  | Hypericaceae – dziurawcowate                                                                   |
|  |                                                                                                |
|  | Podostemaceae – zasennikowate                                                                  |
|  |                                                                                                |

|  | Hypericaceae – dziurawcowate  |
|  |                               |
|  | Podostemaceae – zasennikowate |
|  |                               |

|  | Clusiaceae – kluzjowate |
|  |                         |
|  | Bonnetiaceae            |
|  |                         |

|  | Calophyllaceae – gumiakowate                                                                   |
|  |                                                                                                |
|  | \| \| Hypericaceae – dziurawcowate \| \| \| \| \| \| Podostemaceae – zasennikowate \| \| \| \| |
|  |                                                                                                |
|  | Hypericaceae – dziurawcowate                                                                   |
|  |                                                                                                |
|  | Podostemaceae – zasennikowate                                                                  |
|  |                                                                                                |

|  | Hypericaceae – dziurawcowate  |
|  |                               |
|  | Podostemaceae – zasennikowate |
|  |                               |

|  | Clusiaceae – kluzjowate |
|  |                         |
|  | Bonnetiaceae            |
|  |                         |

|  | Calophyllaceae – gumiakowate                                                                   |
|  |                                                                                                |
|  | \| \| Hypericaceae – dziurawcowate \| \| \| \| \| \| Podostemaceae – zasennikowate \| \| \| \| |
|  |                                                                                                |
|  | Hypericaceae – dziurawcowate                                                                   |
|  |                                                                                                |
|  | Podostemaceae – zasennikowate                                                                  |
|  |                                                                                                |

|  | Hypericaceae – dziurawcowate  |
|  |                               |
|  | Podostemaceae – zasennikowate |
|  |                               |

|  | Clusiaceae – kluzjowate |
|  |                         |
|  | Bonnetiaceae            |
|  |                         |

|  | Calophyllaceae – gumiakowate                                                                   |
|  |                                                                                                |
|  | \| \| Hypericaceae – dziurawcowate \| \| \| \| \| \| Podostemaceae – zasennikowate \| \| \| \| |
|  |                                                                                                |
|  | Hypericaceae – dziurawcowate                                                                   |
|  |                                                                                                |
|  | Podostemaceae – zasennikowate                                                                  |
|  |                                                                                                |

|  | Hypericaceae – dziurawcowate  |
|  |                               |
|  | Podostemaceae – zasennikowate |
|  |                               |

Podział i wykaz rodzajów
Plemię Vismieae Choisy
- Harungana Lamarck
- Psorospermum Spach
- Vismia Vand.

Plemię Cratoxyleae Bentham & J. D. Hooker
- Cratoxylum Blume
- Eliea Cambess.

Plemię Hypericeae
- Hypericum L. – dziurawiec
- Santomasia N. Robson